# Marie Egagne
Marie Egagne est une taekwondoïste camerounaise. 

## Carrière
Marie Egagne est médaillée de bronze dans la catégorie des moins de 57 kg aux Championnats d'Afrique de taekwondo 2022 à Kigali.